# Fluorid tantaličný
Fluorid tantaličný je anorganická sloučenina s chemickým vzorcem TaF5.

## Příprava
Fluorid tantaličný byl poprvé připraven Otto Ruffem a Julianem Zednerem na Technické univerzitě v Gdaňsku, článek o jeho přípravě byl publikován 15. ledna 1909.
Fluorid tantaličný lze připravit reakcí chloridu tantaličného s fluorovodíkem:
TaCl5 + 5 HF → TaF5 + 5 HCl
Fluorid tantaličný lze připravit z prvků při teplotě 300 °C:
2 Ta + 5 F2 → TaF5
Fluorid tantaličný lze připravit reakcí tantalu s fluoridem cínatým:
2 Ta + 5 SnF2 → 2 TaF5 + 5 Sn

## Vlastnosti
Fluorid tantaličný krystalizuje v monoklinické soustavě s prostorovou grupou C2/m (Číslo 12). Stejně jako fluorid molybdeničný a wolframičný tvoří tetramery [MF5]4. Plynný fluorid tantaličný má trigonálně pyramidální strukturu se symetrií D3h.

## Reaktivita
Tendence fluoridu tantaličného tvořit shluky indikuje Lewisovu kyselost monomeru. Fluorid tantaličný reaguje se zdroji fluoridů za vzniku iontů [TaF6]−, [TaF7]2− a [TaF8]3−. S neutrálními Lewisovými bázemi, jako diethylether tvoří fluorid tantaličný adukty.
Fluorid tantaličný se využívá s fluorovodíkem jako katalyzátor alkylace alkanů a alkenů a protonace aromatických sloučenin. Systém TaF5–HF je stabilní v redukujících prostředích na rozdíl od SbF5–HF. V přítomnosti fluoru tvoří fluorid tantaličný anionty [TaF8]3−, [TaF7]2−, nebo [TaF6]−, v závislosti na povaze kationtu a koncentraci HF. Vysoké koncentrace HF zvýhodňují hexafluorid na základě tvorby HF −
2 :
[TaF7]2− + HF ⇌ [TaF6]− + HF −
2 
Sůl M3TaF8 byla krystalizovaná. Pro K+ = M+ se krystaly skládají z aniontů [TaF7]2− společně s fluorem nekoordinují za vzniku pětimocného tantalu. Pro M+ = M+ se krystaly skládají z aniontů [TaF8]3−.

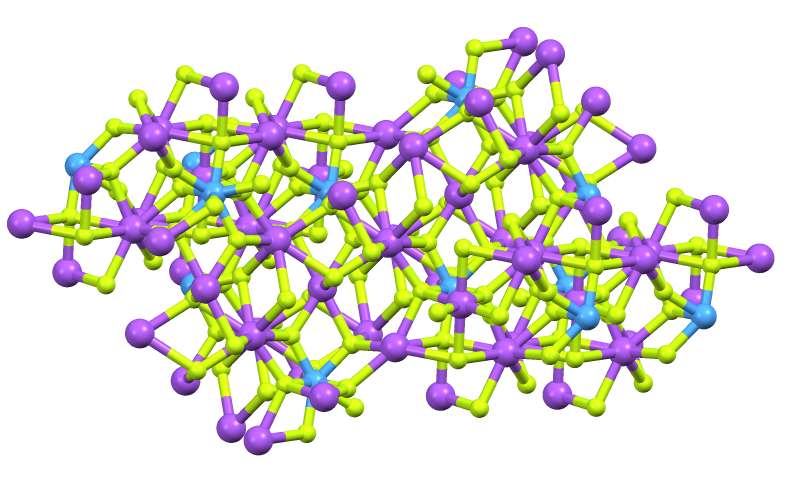
Řez strukturou Na_{3}TaF_{8} (Ta = tyrkysová, F = zelená).

### Význam pro separaci tantalu a niobu
Pomocí Marignakova procesu lze separovat niob a tantal frakční krystalizací K2TaF7 z roztoku kyseliny fluorovodíkové. Za těchto podmínek tvoří niob K2NbOF5, který je více rozpustný než K2TaF7. Redukcí K2TaF7 sodíkem vzniká kovový tantal.

## Využití
Fluorid tantaličný se využívá s fluorovodíkem jako katalyzátor a superkyselina.